# 全球創新學院
全球创新学院（英語：Global Innovation eXchange，缩写作）是中華人民共和国清华大学与美国华盛顿大学和微软公司合作创建的学院，成立于2015年6月18日，这是中华人民共和国大学第一次到美国办学，建立了第一个实体校区和教育科研平台。学院位于西雅图，目的是打造顶尖的智慧互联科技创新平台，研究方向为智能硬件、医疗健康、先进制造、清洁能源等领域，并培养全球创新领军人才。

## 历史
2015年6月18日，全球创新学院正式成立，同年9月23日，中共中央总书记兼中国国家主席习近平访美期间，向GIX赠送一棵水杉。 
2016年8月23日，首批GIX2016级学生在清华入学报到。同年9月23日，GIX首栋教研大楼在西雅图奠基，2017年9月14日落成启用。 
2018年12月10日，首届GIX毕业典礼在西雅图GIX大楼举行。 

## 学院环境
GIX美国校区坐落于华盛顿州贝尔维尤，与西雅图隔华盛顿湖相望。许多科技巨头位于西雅图，比如微软、亚马逊、波音、星巴克、Costco等。 GIX大楼位于倍有福“春天社区”，建筑面积达1万平公尺。 
GIX的学生活动与组织十分多元，每周有「Innovation Talk」分享学生独特的见解。文化活动方面，每月有集体主题活动，比如节日、体育、期末庆祝等，有中国传统节日活动，比如中秋节、春节、甚至清华传统活动，比如129合唱比赛、男女生节、校庆日等。